# Beriev A-50
Beriev A-50 ( NATO naziv: Mainstay) je sovjetski zrakoplov za rano upozoravanje i kontrolu (AEW&C) temeljen na transportnom zrakoplovu Iljušin Il-76. Razvijen da zamijeni Tupoljev Tu-126 "Moss", A-50 je prvi put poletio 1978. Njegovo postojanje otkrio je zapadnom bloku 1980. Adolf Tolkačev. Zrakoplov je u službu ušao 1984. godine. Do 1992. godine proizvedeno je oko 40 zrakoplova.

## Opis
Posada se sastoji od 15 članova posade koji između ostalog analiziraju podatke iz velikog nadzornog radara Liana sa svojom antenom u rotirajućoj kupoli iznad trupa, koji ima promjer od 9 metara. Domet otkrivanja je 650 kilometara za ciljeve u zraku i 300 kilometara za ciljeve na zemlji.
A-50 može kontrolirati do deset borbenih zrakoplova u misijama presretanja neprijateljskih zrakoplova ili napadima na zemaljske ciljeve. A-50 može letjeti četiri sata na udaljenosti od 1000 kilometara od svoje baze uz najveću dopuštenu masu pri uzlijetanju od 190 tona. Zrakoplov može puniti gorivo s tankera Il-78.
Radar "Vega-M" dizajnirao je MNIIP, Moskva, a proizvodi ga NPO Vega. "Vega-M" može istovremeno pratiti do 150 ciljeva unutar radijusa od 230 kilometara. Velike mete, poput površinskih brodova, mogu se pratiti na udaljenosti od 400 kilometara.
Razvojni rad na moderniziranoj inačici, A-50U, započeo je 2003.; državna ispitivanja započela su 10. rujna 2008., koristeći A-50 "37 Krasnyy" kao prototip. Analogna avionika zamijenjena je novim paketom digitalne avionike, koji je izradila Vega Radio Engineering Corporation, koja ubrzava obradu podataka i poboljšava praćenje signala i otkrivanje ciljeva. Prostor za odmor posade, zahod i kuhinja također su uključeni u nadogradnju.
Nakon završetka zajedničkih državnih ispitivanja, Beriev je isporučio prvi A-50U ruskim zračnim snagama. Zrakoplov "47 Krasnyy'"RF-92957, predan je u pogon Berieva u Taganrogu 31. listopada 2011. Preuzela ga je posada koja služi u 2457. zrakoplovnoj bazi za borbeno djelovanje zrakoplova za rano upozoravanje iz zraka (Aviabaza Boevogo Primeneniya Samolyotov Dal'nego Radiolokatsionnogo Obnaruzheniya) u Ivanovu Severnom, koja je jedina baza koja operativno koristi A-50 (16 zrakoplova). Četvrti A-50U, "41 Taganrog", isporučen je Zračno-svemirskim snagama Rusije 7. ožujka 2017. Peti A-50U, "45 Krasnij", isporučen je 6. prosinca 2018. Sedam je zrakoplova isporučeno od prosinca 2021.
Nadogradnja A-50U je osnova koncepta za Beriev A-100 AEW&C. Njegova konfiguracija je slična, ali s novim Vega Premier AESA radarom.
Krajem prosinca 2015., A-50 je započeo operacije iznad Sirije, leteći iz Rusije, kako bi podržao rusku vojnu intervenciju u Građanskom ratu u Siriji. U prosincu 2018. raspoređen je na Krim.

## Inačice
- A-50M – poboljšana inačica A-50 ima mogućnost punjenja gorivom u zraku.[12]
- A-50U – poboljšana inačica A-50M s modernom elektronikom i povećanom udobnošću posade.[13][14]
- Izdeliye-676[15] – zrakoplov za telemetriju i praćenje.
- Izdeliye-776[15] – zrakoplov za telemetriju i praćenje.
- Izdeliye-976 (SKIP)[15] – platforma za kontrolu dometa i praćenje projektila temeljena na Il-76. Prvotno izgrađen za podršku ispitivanjima krstarećih projektila Raduga Kh-55.
- Izdeliye-1076[15] – zrakoplov za posebne misije s nepoznatim zadaćama.
- A-50EI – izvozna inačica za indijske zračne snage s motorima Aviadvigatel PS-90A-76 i izraelskim radarom EL/W-2090 .[16]

## Osobitosti
- Posada: 15
- Duljina: 49,59 m
- Raspon krila: 50,5 m
- Visina: 14,76 m
- Površina krila: 300 m2
- Masa praznog zrakoplova: 75.000 kg
- Najveća dopuštena masa pri polijetanju: 170.000 kg
- Pogon: 4 × turboventilatorska motora Solovjev D-30KP, potisak 117,68 kN svaki

## Letne osobine
- Najveća brzina: 900 km/h
- Dolet: 7500 km
- Strop leta: 12.000 m